# Hôtel de Comans d'Astry
El hôtel de Comans d'Astry u hôtel de Richelieu es un hôtel particulier parisina del siglo XVII, modificado durante el siglo XVIII, representante de la arquitectura clásica francesa. Está parcialmente protegido como monumento histórico.
Está situado en el 4 distrito de París, en la costa sur de Île Saint-Louis, en el 18 quai de Béthune.

## Historia
Erigido entre 1644 y 1647 en el "Quai Dauphin" de la "Île Notre-Dame", lleva el nombre de su patrocinador, Thomas de Comans d'Astryl, consejero y maestro ordinario de hotel del Rey El diseño de esta casa se atribuyó en el siglo XX, sin prueba formal, al arquitecto Louis Le Vau, luego a Pierre Le Muet y, debido a un error en la transcripción de un documento antiguo, a Jean Androuet du Cerceau. Más recientemente, una relectura de los archivos permitió a Alexandre Cojannot concluir "que a partir de estos elementos, podemos suponer con seguridad que Louis Le Vau fue de hecho el arquitecto del Hôtel d'Astry, al menos desde principios del año 1645 y hasta el final de la obra.
Thomas de Comans d'Astryl, que era un residente local al igual que Anne, o Jeanne, Forget, su esposa, de la rue de Touraine-au-Marais alrededor de 1634, vivía en Île Notre-Dame en 1645, incluso antes de la finalización de la hotel.
En el siglo XVII se convirtió en la residencia de Louis François Armand de Vignerot du Plessis, duque de Richelieu y sobrino nieto del cardenal de Richelieu. Allí murió el escritor Francis Carco en 1958.
La puerta de entrada del hotel, así como sus fachadas en el patio, se registraron como monumentos históricos en 1926. El gran vestíbulo y la fachada de la calle se añadieron en 1999.